# Super Mamă
Super Mamă (în armeană Սուպեր մամա) este un film de comedie romantică armean, regizat de Arman Maruțian și Vahagn Khachatrian. Filmul a fost finalizat în 2014 și a fost lansat public pe 8 martie 2015. Continuarea, Super Mamă 2, a fost lansată în 2017.

## Rezumat
Un bărbat pe nume Karen vrea să câștige niște bani. Întâlnește la întâmplare un băiat pe nume Tigran, cu care ajung la o înțelegere. Într-o zi, citește în ziar că organizația de caritate este gata să doneze apartamente și bani mamelor singure și cu adevărat sărace. El decide să poarte haine și machiaj pentru femei, să meargă la club și să se prefacă că este o mamă singură. Dar totul este mai complicat decât credea el. Ei pretind că sunt mamă și fiu pentru pentru a extorca bani de la o organizație celebră, al cărei director este Sona.  Compania ar trebui să-și vadă de copil, de locul de muncă și de acasă. De asemenea, se îndrăgostește profund de Sona, șefa companiei. Călătoria lui Karen ca „mamă singură” devine din ce în ce mai distractivă și dezordonată pe măsură ce povestea progresează.

## Distribuție
- Hayk Maruțian - Karen Barseghian
- Garik Papoian - Menua
- Ani Khachikian - Sona
- Levon Haroutiunian - Shef
- Samvel Sargsian - Davit Sourenici
- Arman Martirosian - Tigran
- Arpi Gabrielian - Zara
- Andranik Harutiunian - Zoub
- Rafaiel Yeranosian - bunicul Zhme
- Arman Navasardian - Ashot
- Armine Poghosian - Noune
- Nerses Hovhannisian - Tom
- Vruir Harutiunian - Usta Hrach
- Armen Sargsian - Tiush
- Ashot Meloian - ofițerul de poliție
- Emma Baikova - micuța școlară
- Astghik Poghosian - micuța Karine